# Police nationale du Timor oriental
La Police nationale du Timor oriental est la force de police nationale du Timor oriental.

## Historique
La Police nationale timoraise est créée en mai 2002 par les Nations unies, avant que la souveraineté ne soit transférée au nouvel État, avec pour mandat d'assurer la sécurité et de maintenir l'ordre public dans tout le pays, et de permettre le développement rapide d'un service de police crédible, professionnel et impartial. Des campagnes de recrutement sont menées au début de l'année 2000 et la formation de base commence le 27 mars 2000, sous la tutelle de l'Administration transitoire des Nations unies au Timor oriental (ATNUTO). Le 10 août 2001, le Service de police du Timor oriental est officiellement créé, en collaboration avec la CivPol, la Force de police civile des Nations unies.
Ce n'est qu'après l'indépendance, le 20 mai 2002, qu'un accord est signé définissant les conditions et le calendrier de transfert de l'ensemble des fonctions de police de la CivPol à la PNTL. La PNTL assume finalement la responsabilité des missions de police dans l'ensemble du pays le 10 décembre 2003.

### Controverse
Certains officiers de la PNTL sont accusés d'avoir torturé des prisonniers arrêtés.
En août 2017, la PNTL est critiquée par Fundasaun Mahein pour avoir permis à ses agents de porter des armes lourdes, cela portant atteinte à la stratégie de police de proximité.
Le 18 novembre 2018, l'officier de la PNTL, José Mina, abat trois jeunes hommes lors d'une fête dans le quartier de Kulu Hun à Dili.

## Organisation
Il existe trois unités spéciales au sein de la PNTL: l'Unité de réserve de la police, anciennement le Service de déploiement rapide; l'Unité de patrouille des frontières; et l'Unité d'intervention rapide, ou UIR, calquée sur la police anti-émeute de la Garde nationale républicaine portugaise, qui a servi au Timor oriental avant son indépendance.

## Équipement
- Allemagne: Heckler & Koch G36
- Allemagne: Heckler & Koch HK33[6]
- Autriche: Glock 19[6]
- Autriche: Steyr AUG[6]
- Belgique: FN FNC Mk2[6]
- Belgique: FN F2000[6]
- États-Unis: M16

## Galerie

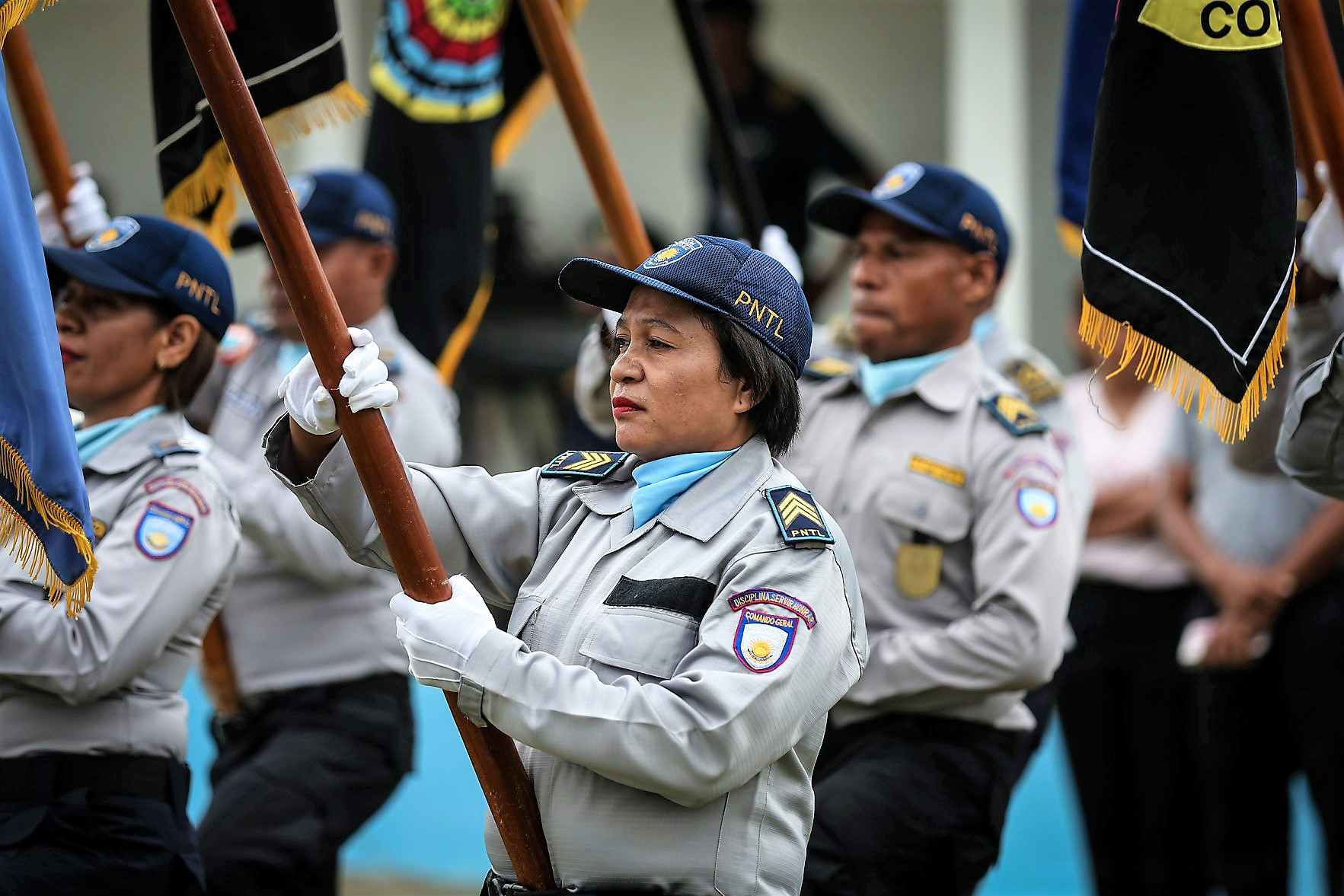
Officiers de la Police nationale du Timor oriental
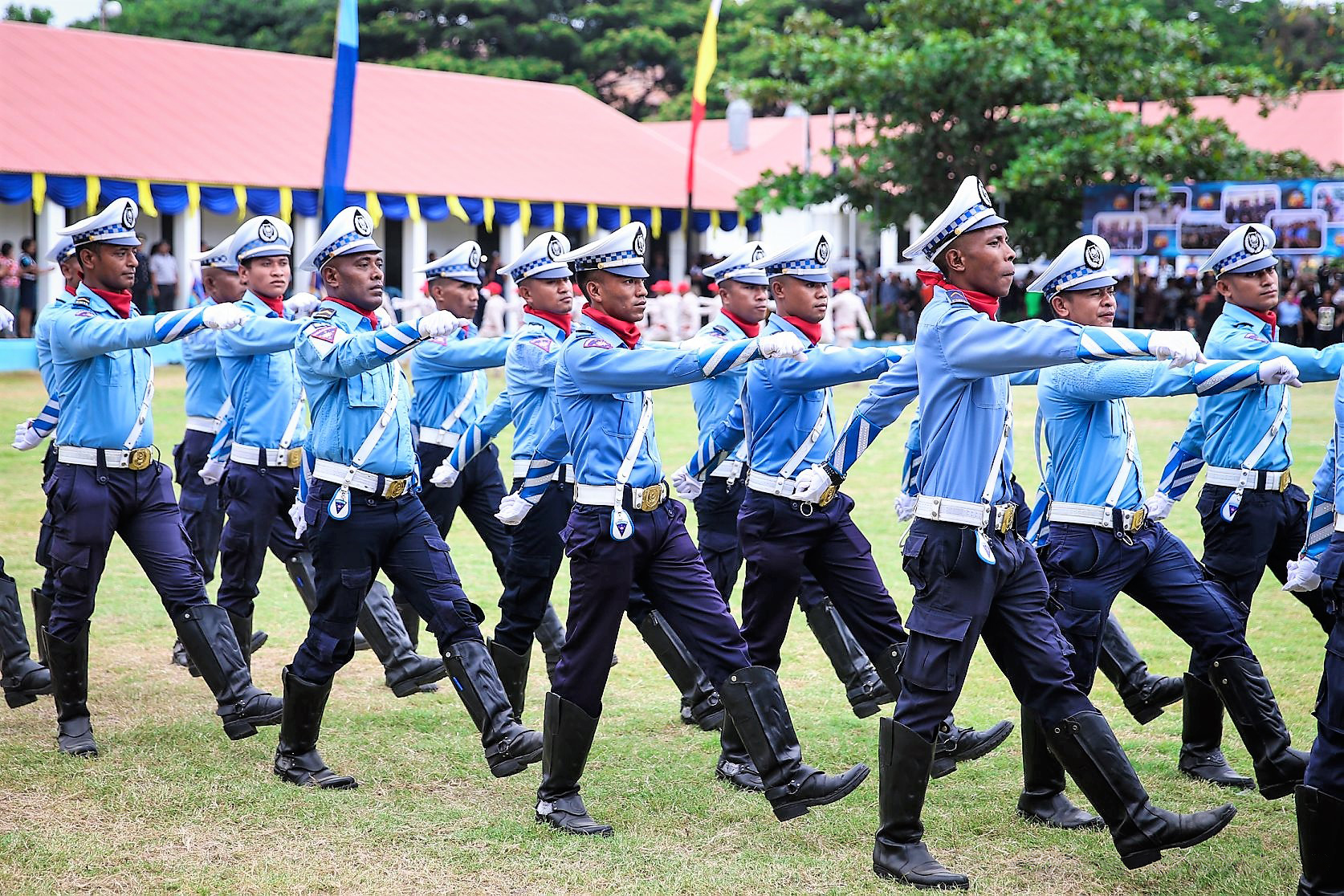
Officiers de la Police nationale du Timor oriental
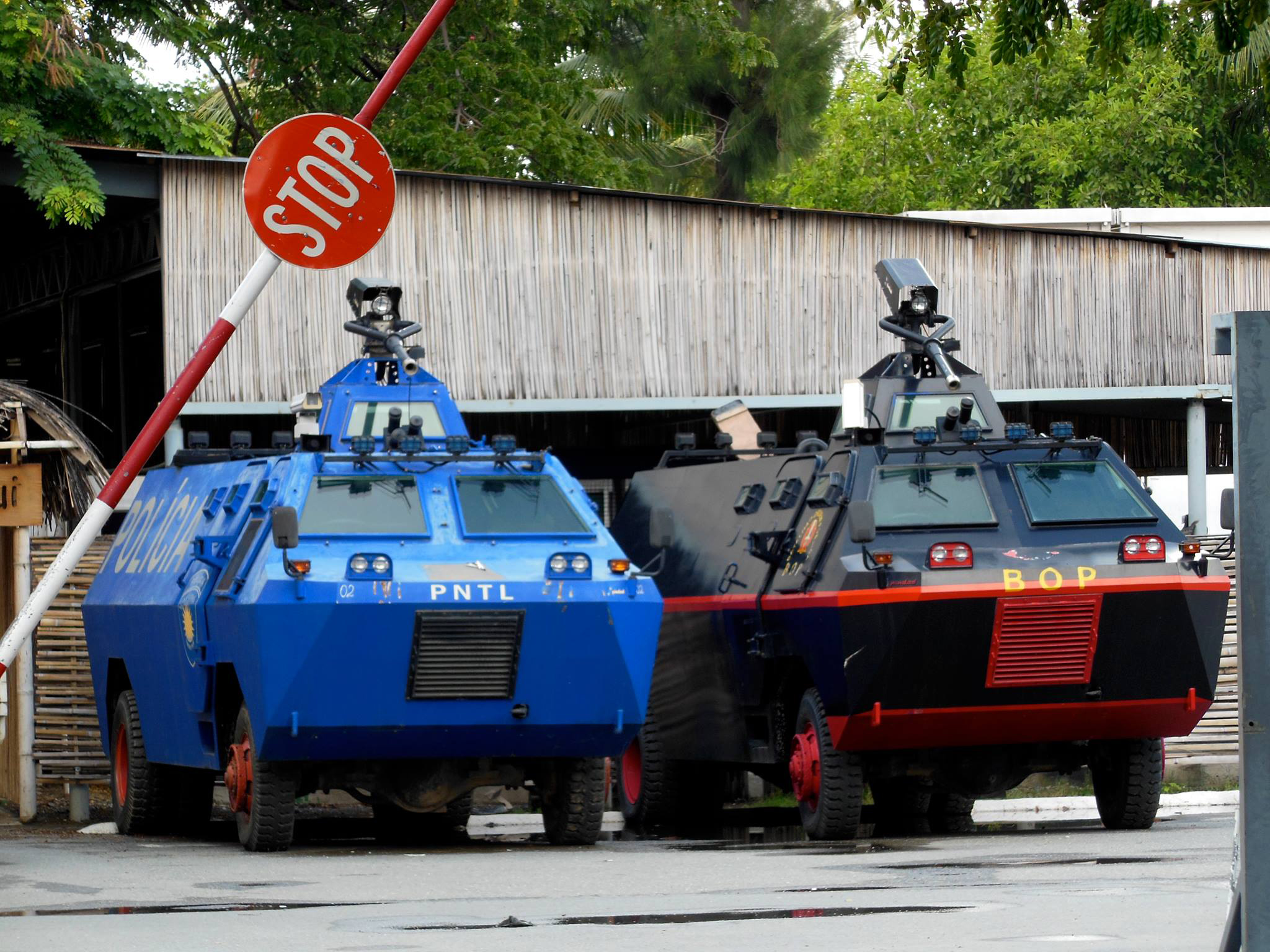
Véhicules blindés de la PNTL
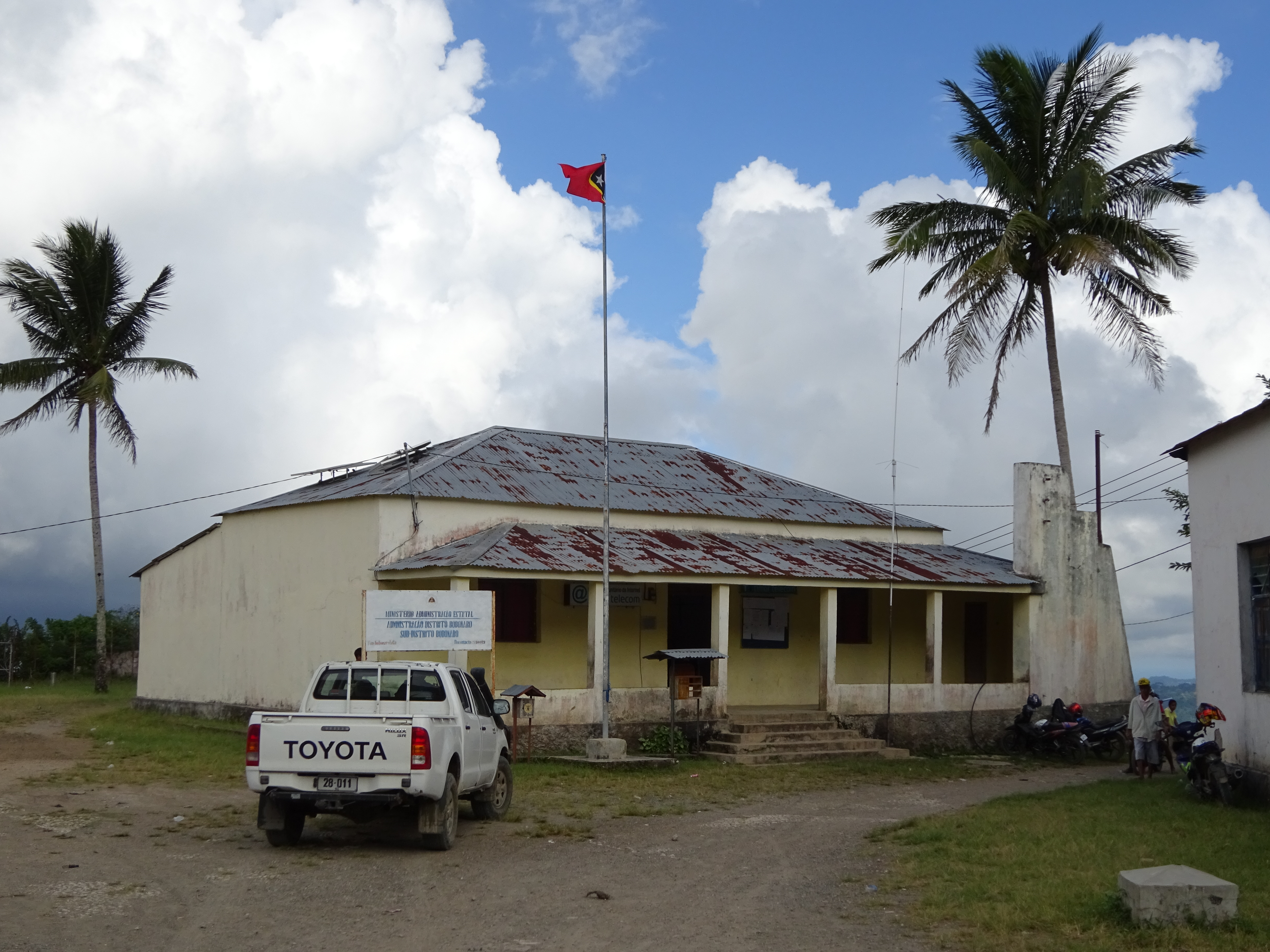
Commissariat de police du village de Bobonaro